# Organización territorial del Imperio alemán
El Imperio alemán consistía originalmente de 28, y más tarde (para 1876) 30, Estados constituyentes, el mayor de los cuales con diferencia era Prusia. Los Estados, o Staaten (o también Bundesstaaten, es decir estados federados, un nombre derivado de la previa Confederación Alemana del Norte; fueron conocidos como Länder durante la República de Weimar), tenían votos en el Bundesrat, que les daba representación a nivel federal. 
Algunos de estos Estados obtuvieron su soberanía como consecuencia de la disolución del Sacro Imperio Romano Germánico. Otros fueron creados como Estados soberanos después del Congreso de Viena en 1815. Los territorios no eran necesariamente contiguos, como Baviera u Oldenburgo —muchos existían en varias partes (enclaves y exclaves) como resultado de adquisiciones históricas o, en varios casos, debido a divisiones dinásticas—.

## Reinos

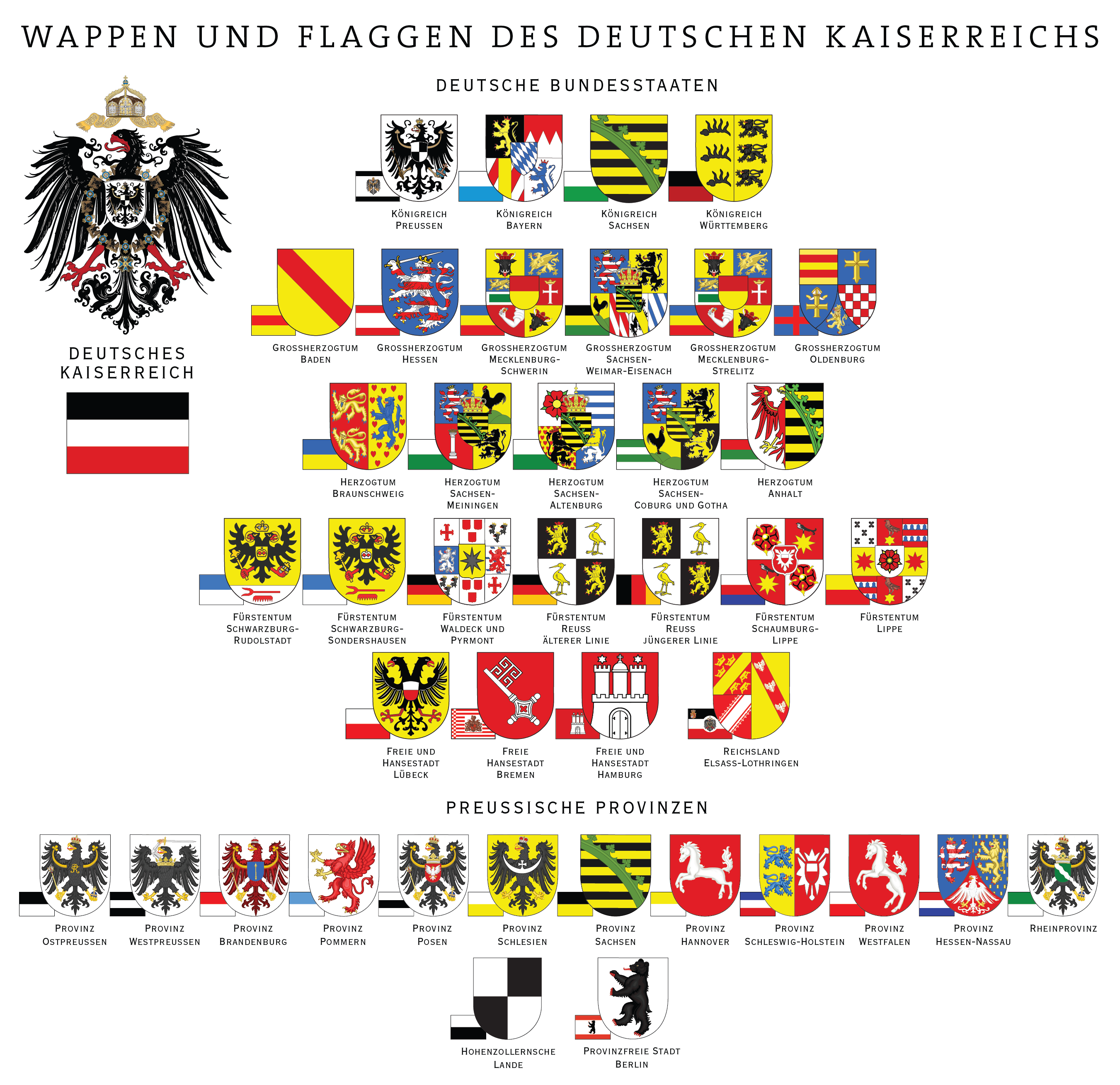
Las banderas y escudos de armas de todos los estados, el Territorio Imperial de Alsacia-Lorena y las provincias prusianas.

- Reino de Prusia (a su vez subdividido en provincias)
- Reino de Baviera
- Reino de Sajonia
- Reino de Wurtemberg

## Grandes Ducados
- Gran Ducado de Baden
- Gran Ducado de Hesse
- Gran Ducado de Mecklemburgo-Schwerin
- Gran Ducado de Mecklemburgo-Strelitz
- Gran Ducado de Oldenburgo
- Gran Ducado de Sajonia-Weimar-Eisenach (denominado Gran Ducado de Sajonia desde 1877)

## Ducados
- Ducado de Anhalt
- Ducado de Brunswick
- Ducado de Sajonia-Altemburgo
- Ducado de Sajonia-Meiningen
- Ducado de Sajonia-Coburgo-Gotha
- Ducado de Sajonia-Lauenburgo (hasta 1876, después incorporado a Prusia)

## Principados
- Principado de Lippe

Cucardas de diversos estados alemanes

- Principado de Reuss-Greiz (Línea mayor)
- Principado de Reuss-Gera (Línea menor)
- Principado de Schwarzburgo-Sondershausen
- Principado de Schwarzburgo-Rudolstadt
- Principado de Schaumburg-Lippe
- Principado de Waldeck-Pyrmont

## Ciudades Libres y Hanseáticas
A diferencia de las monarquías mencionadas arriba estas ciudades-estados estaban constitucionalmente organizadas como repúblicas.
- Ciudad Libre y Hanseática de Lübeck
- Ciudad Libre y Hanseática de Bremen
- Ciudad Libre y Hanseática de Hamburgo

## Territorios imperiales
A diferencia de todos los otros Estados constituyentes mencionados, esta región, que comprendía territorio cedido por Francia en 1871, fue en un principio administrada por el gobierno central, evolucionando después solo a una república con autonomía restringida, con un parlamento estatal elegido por sí mismo en 1912.
- Alsacia-Lorena